# Tensor electrogravitacional
En la relatividad general, el tensor electrogravitacional o tidal es una de las piezas en la descomposición de Belio del tensor de Riemann. Es físicamente interpretado como un dador de tensiones en pequeños bits de un objeto material (que también pueden estar bajo acción de otras fuerzas físicas), o acelerador de una nube pequeña de partículas de prueba en una solución de vacuum o de electrovacuum.